# Кон Ігор Семенович
Ігор Семенович Кон (21 травня 1928, Ленінград, РСФСР — 27 квітня 2011, Москва, Росія) — радянський і російський соціолог, антрополог, філософ. Єврей за походженням.
Кандидат історичних наук (1950), кандидат філософських наук (1950), доктор філософських наук (1960), професор (1963), академік Російської академії освіти (1989), почесний професор Корнелльського університету (1989) та університету Суррея (1992).
Відповідальний редактор ряду колективних праць і серійних видань («Словник з етики», «Етнографія дитинства» тощо). Член ряду міжнародних наукових спільнот, серед яких Міжнародна соціологічна асоціація, Міжнародна академія сексологічних досліджень, Європейська асоціація експериментальної соціальної психології, Німецьке товариство сексологічних досліджень тощо, і редакційних рад низки наукових видань — у тому числі журналів «Людина» , «Гендерні дослідження» , «Андрологія і генітальна хірургія» , « Archives of Sexual Behavior», «Zeitschrift fur Sexualforschung» [недоступне посилання з липня 2019], « Journal of Homosexuality», « Journal of the History of Sexuality», «Childhood» , «Current Sociology»  [Архівовано 4 березня 2011 у Wayback Machine.], «Sexualities» sagepub.com[недоступне посилання з липня 2019], «Men and Masculinities»  [Архівовано 28 вересня 2012 у Wayback Machine.] та інших

## Біографія
Ігор Семенович Кон народився 21 травня 1928 р. у Ленінграді. Ріс у сім'ї без батька. Згодом згадував свої дитячі роки як «щасливі». Закінчив історичний факультет Ленінградського Педагогічного інституту імені А. І. Герцена (1947) (нині Російський державний педагогічний університет імені А. І. Герцена) і дві аспірантури, з нової історії і з філософії (1950).
Працював у Вологодському педінституті (1950—1952), Ленінградському хіміко-фармацевтичному інституті (нині Санкт-Петербурзька державна хіміко-фармацевтична академія) (1953-1956), Ленінградському Державному Університеті (1956—1967), Інституті філософії АН СРСР (1967-1968), Інституті конкретних соціальних досліджень АН СРСР (нині Інститут соціології Російської академії наук, 1968-1972), Інституті суспільних наук (1972-1974). З 1975 року — головний науковий співробітник Інституту етнології і антропології РАН. Займався дослідницькою та викладацькою роботою в ряді провідних університетів США і Європи.
Автобіографія видана в 2008 році.

## Наукова діяльність
Галузі наукової діяльності: філософія і методологія історії, історія соціології, етика, соціальна і вікова психологія, теорія особистості, антропологія і соціологія дитинства і юності, соціологія молоді, сексологія, гендерні дослідження. Є автором більш ніж 60 книг і 300 статей, його роботи переведені на багато іноземних мов. І. С. Кон — засновник ряду нових напрямків у російському суспільствознавстві.

### Історія соціології
Монографія «Позитивізм в соціології» (1964) і написана під керівництвом Кона колективна праця «Історія буржуазної соціології XIX — початку ХХ століття» (1979) були першими радянськими навчальними посібниками з курсу історії соціології. Кон був ініціатором створення і першим президентом, а потім віце-президентом (1970—1982) Дослідницького комітету з історії соціології Міжнародної соціологічної асоціації.

### Особистість і спілкування
Зросла на основі загальноуніверситетського лекційного курсу і удостоєна першої премії Радянської соціологічної асоціації книга «Соціологія особистості» (1967) була однією з найпопулярніших соціологічних книг 1960-70-х роках і поклала початок відповідного розділу вітчизняної соціології. Книги «Відкриття Я» (1978), «У пошуках себе: особистість і її самосвідомість» (1984), «Дружба» (4 вид., 1980—2005), які сьогодні назвали б культурологічними, конкретизували антропологічні, культурно-історичні та індивідуально-психологічні передумови формування ідентичності та образу «Я», форми і межі «само-стояння» особистості в різних історичних і культурних умовах і так далі. Кон до цього дня залишається одним з найбільш цитованих російських соціологів.

### Соціально-вікові процеси
Починаючи зі статті «Юність як соціальна проблема» (1965), Кон вніс важливий внесок в соціологію молоді та психологію розвитку. Його роботи про «студентської революції» 1960-х років дозволяли глибше зрозуміти природу молодіжного руху і знайти паралелі з процесами, що відбувалися в нашій країні. На відміну від більшості вітчизняних дослідників, які розглядали молодіжну культуру лише як форму девіантної поведінки, криміногенну за своєю суттю, Кон, спираючись на історико-антропологічні дані і розуміння юності як особливої фази життя, підкреслював закономірність появи молодіжної субкультури, відмінною від загальноприйнятою в дорослому суспільстві, виводячи звідси необхідність діалогічного підходу до молоді. Сьогодні ця точка зору є загальноприйнятою.
З соціології молоді були прямі виходи в психологію розвитку. У навчальному посібнику «Психологія юнацького віку» процеси розвитку і соціалізації юнацтва вперше в повоєнній радянській літературі були розглянуті в широкій соціально-історичної та міждисциплінарної перспективі, з урахуванням новітніх лонгітюдних досліджень і психології життєвого шляху, узагальнено та систематизовано дані про розвиток самосвідомості, еволюції образу «Я», структури спілкування, суспільства однолітків і юнацької субкультури; в книзі вперше всерйоз говорилося про особливості розвитку хлопчиків і дівчаток і сексуальному поведінці радянських школярів. Добре ухвалена науково-педагогічною громадськістю книга (4 видання, 1979 −1989, загальний тираж 1.5 млн примірників) стала настільною для двох поколінь вчителів і батьків.
У Інституті етнографії Кон заснував нову субдисципліни культурної антропології, яку він назвав етнографією дитинства. Вона реалізована у вигляді серії колективних праць з етнографії дитинства та авторської монографії «Дитина і суспільство» (1988, друге випр. Вид. — 2003). Порівняльно-історичне вивчення вікових категорій, гендер но-вікового символізму, особливостей культури дитинства і процесів соціалізації дітей у різних людських суспільствах має не тільки теоретичний інтерес, але й важливе прикладне значення. Кон першим познайомив радянських вчених з концепціями дитинства Ф. Ар'єса і Л. Демоз, статистичними крос-культурними дослідженнями, опублікував збірку робіт Маргарет Мід «Культура і світ дитинства» (1988). Ці роботи отримали високу оцінку фахівців і до цього дня часто цитуються.
Статті Кона про етнічні стереотипах та національному характері зіграли важливу роль у становленні вітчизняної етнопсихології.

### Стать і сексуальність
У середині 1960-х Кон зацікавився соціологією сексуальності, а потім і методологічними питаннями сексології. У СРСР це була абсолютно заборонена тема. Книга «Введення в сексологию», спочатку видана в Угорщині (1981) і обох частинах Німеччини (1985), незважаючи на підтримку провідних радянських біологів і суспільствознавців, включаючи два інститути Академії наук, десять років поширювалася в самвидаві і вийшла російською тільки в 1988 році (видавництво «Медицина»). У цій книзі вперше було обґрунтовано існування сексології не як приватної медичної субдисципліни, а як міждисциплінарної галузі знання, яка не може розвиватися без участі суспільних і гуманітарних наук. Ця точка зору була прийнята радянської науковою громадськістю.
Медичні сексологи прямо пов'язують виникнення в Росії сексології як науки зі статтями Кона в «Питаннях філософії» та Великій медичній енциклопедії. Для Кона ця робота була перш за все наукознавчою, його цікавило, як на стику декількох різних дисциплін формується нова область знання. Але для широкої публіки, в тому числі професійної, «Вступ у сексологію» став найважливішим джерелом знань про сексуальність як таку, що спонукало автора продовжити роботу в цьому напрямку, тим більше, що крах радянської влади поставив перед суспільством багато нових гострих проблем.
Як соціолога Кона цікавили передусім соціальні проблеми, пов'язані з сексуальною поведінкою. У 1993—1997 роках В. Черв'яковим [Архівовано 7 березня 2008 у Wayback Machine.], В. Д. Шапіро [Архівовано 2 травня 2008 у Wayback Machine.] та інші співробітниками Кона, за його безпосереднью участю, було проведено 3 великих анкетних дослідження, які безперечно показали, що тенденції розвитку підліткової сексуальності в Росії — ті ж, що й у країнах Заходу (зниження віку сексуального дебюту, відділення сексуальної активності не тільки від матримоніальних планів, але і від любові, посилення гедоністичної мотивації, зменшення гендерних відмінностей тощо) і загрожують тими ж небезпеками (небажаною вагітністю, абортами, інфекціями, що передаються статевим шляхом, включаючи ВІЛ), і т. д. Щоб глибше зрозуміти ці процеси і вписати їх у певний культурно-історичний контекст, Кон написав монографію «Сексуальна культура в Росії» (1997, 2 дод. Вид. 2005) — перший узагальнюючий дослідження одного з найбільш закритих аспектів російської історії.
Бажаючи мінімізувати негативні наслідки сексуальної революції, Кон писав про негативні наслідки абортів, які були в СРСР головною формою планування сім'ї, опублікував кілька популярних книг і вузівських навчальних посібників з сексології. В інтерв'ю Кона журналу «Вогник» (липень 1988 року) вперше в радянській пресі були розкриті соціально-психологічні аспекти епідемії ВІЛ і підкреслено, що головним напрямком боротьби з нею повинна бути профілактика.
Одним з перших у Росії він звернув увагу на небезпеку сексуального насильства, ініціювавши створення телефонної служби довіри і особливо — сексуальних посягань на дітей. Починаючи з 1966 року, Кон енергійно доводив необхідність введення в Росії, за прикладом західних країн, сексуальної освіти підлітків, а також опублікував кілька популярних книг і вузівських навчальних посібників з сексології.
У 2005 році Всесвітня асоціація сексуального здоров'я удостоїла його Золотою медаллю за видатний внесок в сексологию і сексуальне здоров'я.
Ще одну радянську заборону пробила перша вітчизняна монографія про гомосексуальності («Лики і маски одностатевої любові», 2-е изд, 2003). Написана за допомогою гранту одного з найпрестижніших у світі наукових фондів, фонду Макартурів, та за сприяння ряду західноєвропейських та американських університетів, книга узагальнює сучасні дані про одностатеве кохання не тільки з позицій біології і медицини, але і з точки зору суспільних і гуманітарних наук. Автор розглядає різні теорії гомосексуальності, історію і етнографію одностатевих відносин в народів світу, психологічні особливості одностатевої любові, проблеми одностатевих шлюбів, етапи її / Articles / NormaGomosexuality.htm декриміналізації і депатологізації [Архівовано 20 липня 2011 у Wayback Machine.] і так далі. Детально висвітлюється також історія і положення «інаколюбящіх» в Росії.

### Гендерні дослідження
На початку 2000-х Кон перейшов від сексологічних проблем до гендерних. З 1999 року в центрі наукових інтересів Кона постає глобальний проект «Чоловік у мінливому світі». Це спроба на конкретно-науковому матеріалі простежити, як нормативний канон маскулінності і реальні (або приписувані їм) психічні риси чоловіків трансформуються у світі, в якому звична чоловіча гегемонія стає проблематичною, і які особливості перебігу цих процесів у Росії. Загальні висновки проекту викладені в однойменній книзі, а їхня проєкція в психологію розвитку — в книзі «Хлопчик — батько чоловіка» (2009) [Архівовано 16 червня 2012 у Wayback Machine.], яка містить не лише нарис історичної антропології хлоп'яцтва, а й узагальнення новітніх наукових даних з таких актуальних, але погано дослідженим сюжетів, як спільне і роздільне навчання, шкільне насильство (булінг і гейзинг), причини неоднаковою успішності хлопчиків і дівчаток, витоки і наслідки хлоп'ячої агресивності і політичного екстремізму, явні й приховані ефекти силового змагального спорту тощо.

### Просвітницька діяльність з проблеми насильства над дітьми
Чи не першою в країні тривожної публікацією з цього приводу була стаття І. С. Кона "Обережно: діти. Жертва сексуальної агресії — дитина «в найбільш багатотиражній радянській газеті» Труд "(1991). У його першій (і єдиною в той час) масової книзі з сексології «Смак забороненого плоду» (1992, 1997) розбещенні дітей і підлітків присвячений спеціальний параграф, який був потім поміщений в Інтернет. Сайт «Національний вузол Інтернет-безпеки в Росії» називає його в числі двох перших вітчизняних Інтернет-ресурсів з даного питання.
У 1997 році, на прохання Асоціації дитячих психіатрів, Кон виступав на Всеросійській конференції «Діти Росії: насильство та захист» з доповіддю «Сіверщина дітей і сексуальне насильство в міждисциплінарній перспективі», який був потім опублікований паралельно в двох наукових журналах, "Соціальний захист і клінічна психіатрія «і» Педагогіка ".
Деякі роботи Кона про сексуальні меншини та розбещенні дітей викликали гостру критику. Наприкінці 1980-х позитивно оцінювали роботи Кона, зокрема «етнографічний підхід Кона до розвитку дитини», американський психолог Ян Вальсінер і Г. А. Комарова.

## Події
У січні 2001 року під час публічної лекції в МГУ в Кона кинули тортом. У статті, опублікованій в газеті «Московський комсомолець», молоді люди, що кинули торт, були названі «фашиствующими відморозками», що не мають відношення до студентів ВУЗу, після публічної лекції під двері квартири І. С. Кона поклали муляж вибухового пристрою і погрожували вбивством. У жовтні 2009 року група націоналістів спробувала зірвати презентацію книги вченого «Хлопчик — батько чоловіка», яка відбуватиметься у рамках ЛГБТ-кінофестивалю «Пліч-о Бок», де Кон також виступав як журі. Втім, залякуванням вчений не піддався, а вивчення історії сексуальної контрреволюції, на його думку, не менш цікаво і повчально, ніж історія радянської сексофобії і беззаконня 1990-х рр..

## Критика діяльності Кона
Звернення Кона в 1990-2000-х рр. до робіт сексологічної тематики викликало у певної і, зокрема, у частині науково-педагогічної спільноти різко критичну реакцію, поширювану потім і на інші його роботи.
Критика почалася ще в зв'язку з проектом сексуальної освіти російських школярів, керівництво яким йому приписали, хоча насправді весь 1996 р. він провів за кордоном, брав участь лише у підготовці соціологічного моніторингу, ніяких програм не читав, а після повернення до Москви оцінив проект як науково і політично непідготовлений. На адресу І. С. Кона прозвучали звинувачення в пропаганді педофілії і гомосексуальності, підриві традиційних духовних цінностей і навіть розбещенні душ.
Підписана трьома вченими «Комплексний висновок від 14.05.2002 за змістом, спрямованістю і фактичним значенням публікацій І. С. Кона» [Архівовано 15 вересня 2011 у Wayback Machine.] стверджує, що проаналізовані в «Комплексний ув'язнення» роботи (всього 7 джерел) академіка ніякого відношення до науки не мають, а сам він був за часів СРСР комуністичним пропагандистом. І. С. Кон називається «етнокультурним содомітом». На думку авторів висновків, публікації Кона спрямовані, зокрема, на пропаганду в російському суспільстві статевих збочень, декриміналізацію в суспільній свідомості педофілії, злочинів на сексуальному ґрунті. «У цілому публічну діяльність І. С. Кона, по суті, можна вважати активно веденою інформаційно-психологічною війною, злочинною діяльністю, спрямованою проти дітей та молоді, проти традиційних духовних цінностей Росії, проти громадської моралі і найважливіших соціальних інститутів у російському суспільстві». Авторами листа виступили доктор філологічних наук В. Ю. Троїцький, доктор юридичних наук М. М. Кузнєцов з Російської академії державної служби при Президентові Росії, доктор біологічних наук А. А. Прозоров.

### Книги
- У пошуках себе. Особистість і її самосвідомість. — М.: Политиздат, 1984.  [Архівовано 5 червня 2009 у Wayback Machine.]
- Психологія ранньої юності[33]. — М.: Просвітництво, 1989. — ISBN 5-09-001053-6.  [Архівовано 24 листопада 2009 у Wayback Machine.]
- Смак забороненого плоду: Сексологія для всіх. — М.: Сім'я і школа, 1997. — ISBN 5-88539-036-3.  [Архівовано 8 червня 2012 у Wayback Machine.]
- Сексуальна культура в Росії: полуничка на берізки. — М.: ОГИ, 1997. — ISBN 5-900241-33-5.  [Архівовано 5 жовтня 2012 у Wayback Machine.]
- Соціологічна психологія. — Воронеж: МОДЕК, 1999. — ISBN 5-89395-106-9.  [Архівовано 27 травня 2011 у Wayback Machine.]
- Введення в сексологию: Навчальний посібник для студентів вищих навчальних закладів. — М.: Олімп, ИНФРА-М, 1999. — Серія «Вища освіта».
- Підліткова сексуальність на порозі XXI століття. — М.: Фенікс, 2001. — 208 с. — ISBN 5-9279-0025-9.  [Архівовано 15 березня 2010 у Wayback Machine.]
- Дитина і суспільство. — М.: Академія, 2003. — ISBN 5-7695-1420-5. (Вибрані глави [Архівовано 19 квітня 2009 у Wayback Machine.]).
- Кон И. С. Лунный свет на заре. Лики и маски однополой любви. — 2-е изд., перераб. и доп. — М. : Олимп, ACT, 2003. — 576 p. — ISBN 5-17-015194-2, ISBN 5-8195-0836-X.  [Архівовано 15 травня 2011 у Wayback Machine.]
- Чоловіче тіло в історії культури. — М.: Слово, 2003. — ISBN 5-85050-704-3.  [Архівовано 6 березня 2012 у Wayback Machine.]
- Сексологія. — М.: Видавничий центр «Академія», 2004. — Серія «Вища професійна освіта». — ISBN 5-7695-1679-8.  [Архівовано 8 травня 2012 у Wayback Machine.]
- Дружба / 4-е вид., Доп. — СПб.: Питер, 2005.  [Архівовано 20 червня 2010 у Wayback Machine.]
- Міждисциплінарні дослідження. — Ростов-на-Дону: Фенікс, 2006. — (Вища освіта). — ISBN 5-222-08626-7.
- 80 років самотності. — М.: Час, 2008. — Серія: Діалог.  [Архівовано 6 березня 2012 у Wayback Machine.]
- Чоловік у мінливому світі. — М.: Час, 2009. — 496 с. — ISBN 978-5-9691-0397-9  [Архівовано 19 червня 2012 у Wayback Machine.].
- Хлопчик — батько чоловіка. — М.: Час, 2009. — 704 с. — ISBN 978-5-9691-0469-3  [Архівовано 16 червня 2012 у Wayback Machine.].
- Кон І. С. Полуничка на берізки. Сексуальна культура в Росії. — 3-е изд., Испр. і доп. — 608 с. — 3000 прим.

### Статті та інші публікації
- Психологія забобону: Про соціально-психологічних коренях етнічних упереджень  [Архівовано 10 листопада 2011 у Wayback Machine.] / / «Новий світ», 1966, № 9, с. 187—205.
- Статева мораль у світлі соціології  [Архівовано 6 грудня 2011 у Wayback Machine.] / / Радянська. педагогіка, 1966, № 12, с.64-77.
- Роздуми про американську інтелігенції. / / Новий світ, 1968, № 1, 175—197.
- Діалектика розвитку націй. Ленінська теорія націй і сучасний капіталізм / / Новий світ, 1970, № 3, с.133—149.
- Секс, суспільство, культура / / Іноземна література, 1970, № 1, с.243-255.
- До проблеми національного характеру. / / Історія та психологія. Під ред. Б. Ф. Поршнєва і Л. І. Анциферова М.: Наука 1971, с. 122—158.
- Юність як соціальна проблема / / Суспільство і молодь. Вид. 2, доповнене і перероблене. Упорядник В. Д. Кобецького. М.: Молода гвардія, 1973, с.22-51.
- Гомофобія як лакмусовий папірець російської демократії  [Архівовано 10 грудня 2011 у Wayback Machine.] / / Вісник громадської думки, 2007, № 4 (90), с.59-69.
- Гегемонна маскулінність як чинник чоловічого (не) здоров'я  [Архівовано 10 грудня 2011 у Wayback Machine.] / / Андрологія і генітальна хірургія, 2008, № 4, с.5-12.
- Сексуальна освіта — глобальне завдання 21 століття  [Архівовано 10 грудня 2011 у Wayback Machine.] / / Соціологія: теорія, методи, маркетинг. 2009, № 1, с.94-114.